# Еремеев, Василий Андреевич
Василий Андреевич Еремеев (3 марта 1923, дер. Малые Подберёзки, Кармановский (ныне Гагаринский) район, Смоленская область — 7 апреля 1991) — советский футболист, нападающий.

## Биография
С 1932 год проживал в Ленинграде, школу не окончил, в апреле 1940 — июне 1941 работал учеником слесаря на заводе «Красный инструментальщик». Участник Великой Отечественной войны Воевал добровольцем в составе Первой дивизии Народного ополчения. 15 августа 1941 получил ранение под Волосово — раздроблен локтевой сустав, три ранения осколком в спину) под Волосово, вследствие чего попал в плен, находился в лагерях на территории Литвы и Польши. 25 января 1945 был освобождён советскими войсками в Ольштыне. Дошел до Берлина, награждён медалями «За победу над Германией» и «За взятие Берлина». Родители и два брата скончались в блокадном Ленинграде. С июня 1946 в течение двух лет работал слесарем-модельщиком на заводе им. Фрунзе.
С июня 1948 — в составе ленинградского «Зенита», дебютировал 12 июня в матче с «Динамо» Ленинград (2:4), в 1948—1949 провёл за клуб 7 матчей в чемпионате и три — в Кубке СССР. В 1950 году был в составе «Красной зари», в 1951 забил 7 мячей за таллинский «Калев». В 1952 вернулся в «Зенит», в чемпионате в 8 играх забил три мяча. В 1953—1954 годах играл в первенстве КФК за калининградскую «Красную Звезду».